# Саймон, Пол
Пол Фредерик Саймон (англ. Paul Frederic Simon; 13 октября 1941, Нью-Джерси) — американский рок-музыкант, певец, гитарист, автор песен, поэт и композитор, обладатель трёх премий «Грэмми» в номинации «лучший альбом года» (1970, 1975, 1986).
В возрасте семидесяти шести лет объявил о прекращении своей концертной деятельности.

## Биография

### 1957—1972
Пол Саймон родился в семье венгерских евреев, вырос в Куинсе, учился в Куинс-Колледже. Зимой 1957—1958 годов и в 1964—1970 он записывался и выступал в дуэте со своим школьным товарищем Артом Гарфанкелом как Simon and Garfunkel. Отвечая за музыкальную сторону проекта, Саймон в одиночку создал практически весь его репертуар. В 1962 году играл в группе Tico & the Triumphs, в 1963 записал сингл под псевдонимом «Джерри Лэндис» (Jerry Landis), а весной 1965 г. выпустил в Англии сольный альбом фолк-музыки The Paul Simon Songbook, в котором чувствуется сильное влияние Боба Дилана (вплоть до пародии на него).
После коммерческого и художественного триумфа альбома Simon and Garfunkel Bridge over Troubled Water (1970) музыканты перестали записываться вместе. Отдельные дорожки с этой пластинки свидетельствовали о растущем интересе Саймона к народной музыке других стран: например, знаменитая песня El Condor Pasa представляла собой саймоновскую переработку мелодии композитора Даниэля Аломиа Роблеса (исп. Daniel Alomia Robles).
Интерес к латиноамериканским мотивам сохранился и на сольном альбоме Paul Simon (январь 1972). Журнал Rolling Stone держится мнения, что этот диск — лучшая сольная работа музыканта. Центральная песня — Mother and Child Reunion (4-е место в США) — была записана на Ямайке в стиле регги.

### 1973—1983
В мае 1973 года Саймон выпустил свой второй сольный альбом, There Goes Rhymin’ Simon, в который вошли популярные шлягеры Kodachrome и Loves Me Like a Rock. Более амбициозным был следующий диск — Still Crazy After All These Years (октябрь 1975, 1-е место в Billboard Top LPs & Tape, «Грэмми» за лучший альбом года). Этот альбом содержит ряд наиболее известных песен Саймона, включая самый известный хит за всю его сольную карьеру — «50 Ways to Leave Your Lover» (1-е место в Billboard Hot 100).
Оказавшись к середине 1970-х в обойме самых популярных исполнителей Америки, Саймон до конца десятилетия практически не записывал новой музыки. Он выпустил сборник лучших песен, сыграл у Вуди Аллена в оскароносном фильме «Энни Холл», после чего написал сценарий и песни для кинофильма One Trick Pony (1980), в котором сам же исполнил главную роль. В 1981 году он выступил вместе с Гарфанкелом перед полумиллионной толпой зрителей в нью-йоркском Центральном парке; за этим последовал совместный мировой тур и выход сольника Hearts and Bones (октябрь 1983), который продавался с большим трудом, но был сочувственно принят критиками.

### 1985—2010
В середине 1980-х Саймон — подобно всем крупным авторам-исполнителям в мире североамериканской рок-музыки — занялся музыкальными экспериментами. В отличие от Дилана, Нила Янга и Джони Митчелл, его новаторство было по достоинству оценено и широкой публикой, и музыкальным истеблишментом. Свой очередной диск, Graceland (август 1986), музыкант записал в Йоханнесбурге и Лондоне с группой чернокожих музыкантов. Эта пластинка способствовала возникновению в США интереса к этнической музыке (world music). Она стала самой кассовой за всю сольную карьеру Саймона и принесла ему третью «Грэмми» за лучший альбом. По количеству статуэток в этой престижнейшей номинации с ним могут сравниться только Стиви Уандер и Фрэнк Синатра.
В 1989 году Саймон выступил в Москве.
Вслед за африканской музыкой Саймона пленили бразильские мотивы, которые преобладают в альбоме The Rhythm of the Saints (август 1990). В следующем году он отыграл очередной бесплатный концерт в Центральном парке; запись этого выступления вышла «живым» альбомом.
Во второй половине 1990-х Саймон занимался написанием бродвейского мюзикла The Capeman, который с треском провалился, принеся создателям убытки в 11 миллионов долларов. Пьеса рассказывала о судьбе подростка-убийцы, который серьёзно переменил свой образ мыслей в тюрьме. Мюзикл критиковали с этических позиций, считая, что такой персонаж не может быть темой популярного спектакля.
В 1999 году Саймон выступал с Бобом Диланом. В 2000 году был выпущен альбом You’re the One, а в 2006 году в сотрудничестве с Брайаном Ино вышел альбом Surprise. В 2007 г. Библиотека Конгресса присудила ему первую в истории «Гершвиновскую премию» за вклад в развитие американского песенного искусства.
В 2010 Пол Саймон работал над сольным альбомом So Beautiful or So What. Альбом вышел 12 апреля 2011 года.

## Дискография
Студийные альбомы
- The Paul Simon Songbook (1965)
- Paul Simon (1972)
- There Goes Rhymin’ Simon (1973)
- Still Crazy After All These Years (1975)
- One-Trick Pony (1980)
- Hearts and Bones (1983)
- Graceland (1986)
- The Rhythm of the Saints (1990)
- Songs from The Capeman (1997)
- You’re the One (2000)
- Surprise (2006)
- So Beautiful or So What (2011)
- Stranger to Stranger (2016)
- In the Blue Light (2018)
- Seven Psalms (2023)